# Dicoelotrachelus sulcatus
Dicoelotrachelus sulcatus es una especie de insecto coleóptero de la familia Chrysomelidae.
Fue descrita científicamente en 1946 por Blake.